# Скоросово (Тверская область)
Скоро́сово — деревня в Краснохолмском районе Тверской области. Относится к Барбинскому сельскому поселению. В 2006—2012 годы входила в состав Высокушинского сельского поселения, до 2006 года была центром Скоросовского сельского округа.
Находится в 10 км к западу от районного центра города Красный Холм, на реке Могоча.

## Население
| год           | 1859 | 1889 | 1920 | 1997 | 2002 | 2010 |
| ------------- | ---- | ---- | ---- | ---- | ---- | ---- |
| число жителей | 275  | 323  | 337  | 98   | 77   | 69   |

## История
Во второй половине XIX — начале XX века деревня относилась к Мицынскому приходу Путиловской волости Весьегонского уезда Тверской губернии. В 1889 году — 57 дворов, 323 жителя, кроме сельского хозяйства жители занимаются промыслами: бондари, кожевники, сапожники, валяльщики, плотники..
По переписи 1920 года в деревне 75 дворов, 337 жителей. В 1940 году деревня центр Скоросовского сельсовета Краснохолмского района Калининской области.
В 1997 году в деревне 39 хозяйств, 98 жителей, здесь администрация сельского округа, центральная усадьба колхоза «Гигант», молокозавод, неполная средняя школа, ДК, библиотека, медпункт, отделение связи, магазин.